# George Parsons-trófea
A George Parsons-trófea egy díj, melyet a legsportszerűbb játékosnak ítélnek oda a Memorial-kupa során. A trófeát George Parsonsról nevezték el, akinek 1939-ben súlyos szem sérülése miatt abba kellett hagynia a jégkorongozást.

## A díjazottak
| Szezon | Győztes                                                                | Csapat                                                                 | Liga                                                                   |
| ------ | ---------------------------------------------------------------------- | ---------------------------------------------------------------------- | ---------------------------------------------------------------------- |
| 2020   | A bajnokság elmaradt a Covid19-pandémia miatt. A trófeát nem adták át. | A bajnokság elmaradt a Covid19-pandémia miatt. A trófeát nem adták át. | A bajnokság elmaradt a Covid19-pandémia miatt. A trófeát nem adták át. |
| 2019   | Nick Suzuki                                                            | Guelph Storm                                                           | OHL                                                                    |
| 2018   | Adam Holwell                                                           | Acadie–Bathurst Titan                                                  | QMJHL                                                                  |
| 2017   | Anthony Cirelli                                                        | Erie Otters                                                            | OHL                                                                    |
| 2016   | Francis Perron                                                         | Rouyn-Noranda Huskies                                                  | QMJHL                                                                  |
| 2015   | Alexis Loiseau                                                         | Rimouski Océanic                                                       | QMJHL                                                                  |
| 2014   | Curtis Lazar                                                           | Edmonton Oil Kings                                                     | WHL                                                                    |
| 2013   | Bo Horvat                                                              | London Knights                                                         | OHL                                                                    |
| 2012   | Zack Phillips                                                          | Saint John Sea Dogs                                                    | QMJHL                                                                  |
| 2011   | Marc Cantin                                                            | Mississauga St. Michael's Majors                                       | OHL                                                                    |
| 2010   | Toni Rajala                                                            | Brandon Wheat Kings                                                    | WHL                                                                    |
| 2009   | Yannick Riendeau                                                       | Drummondville Voltigeurs                                               | QMJHL                                                                  |
| 2008   | Matthew Halischuk                                                      | Kitchener Rangers                                                      | OHL                                                                    |
| 2007   | Brennan Bosch                                                          | Medicine Hat Tigers                                                    | WHL                                                                    |
| 2006   | Jerome Samson                                                          | Moncton Wildcats                                                       | QMJHL                                                                  |
| 2005   | Marc-Antoine Pouliot                                                   | Rimouski Océanic                                                       | QMJHL                                                                  |
| 2004   | Josh Gorges                                                            | Kelowna Rockets                                                        | WHL                                                                    |
| 2003   | Gregory Campbell                                                       | Kitchener Rangers                                                      | OHL                                                                    |
| 2002   | Tomáš Plíhal                                                           | Kootenay Ice                                                           | WHL                                                                    |
| 2001   | Brandon Reid                                                           | Val d’Or Foreurs                                                       | QMJHL                                                                  |
| 2000   | Brandon Reid                                                           | Halifax Mooseheads                                                     | QMJHL                                                                  |
| 1999   | Brian Campbell                                                         | Ottawa 67’s                                                            | OHL                                                                    |
| 1998   | Manny Malhotra                                                         | Guelph Storm                                                           | OHL                                                                    |
| 1997   | Radoslav Suchý                                                         | Chicoutimi Saguenéens                                                  | QMJHL                                                                  |
| 1996   | Mike Williams                                                          | Peterborough Petes                                                     | OHL                                                                    |
| 1995   | Jarome Iginla                                                          | Kamloops Blazers                                                       | WHL                                                                    |
| 1994   | Yanick Dubé                                                            | Laval Titan                                                            | QMJHL                                                                  |
| 1993   | Jason Dawe                                                             | Peterborough Petes                                                     | OHL                                                                    |
| 1992   | Colin Miller                                                           | Sault Ste. Marie Greyhounds                                            | OHL                                                                    |
| 1991   | Ray Whitney                                                            | Spokane Chiefs                                                         | WHL                                                                    |
| 1990   | Jason Firth                                                            | Kitchener Rangers                                                      | OHL                                                                    |
| 1989   | Jamey Hicks                                                            | Peterborough Petes                                                     | OHL                                                                    |
| 1988   | Martin Gélinas                                                         | Hull Olympiques                                                        | QMJHL                                                                  |
| 1987   | Scott McCrory                                                          | Oshawa Generals                                                        | OHL                                                                    |
| 1986   | Kerry Huffman                                                          | Guelph Platers                                                         | OHL                                                                    |
| 1985   | Tony Grenier                                                           | Prince Albert Raiders                                                  | WHL                                                                    |
| 1984   | Brian Wilks                                                            | Kitchener Rangers                                                      | OHL                                                                    |
| 1983   | David Gans                                                             | Oshawa Generals                                                        | OHL                                                                    |
| 1982   | Brian Bellows                                                          | Kitchener Rangers                                                      | OHL                                                                    |
| 1981   | Mark Morrison                                                          | Victoria Cougars                                                       | WHL                                                                    |
| 1980   | Dale Hawerchuk                                                         | Cornwall Royals                                                        | QMJHL                                                                  |
| 1979   | Chris Halyk                                                            | Peterborough Petes                                                     | OHL                                                                    |
| 1978   | Mark Kirton                                                            | Peterborough Petes                                                     | OHL                                                                    |
| 1977   | Bobby Smith                                                            | Ottawa 67’s                                                            | OHL                                                                    |
| 1976   | Richard Shinske                                                        | New Westminster Bruins                                                 | WHL                                                                    |
| 1975   | John Smrke                                                             | Toronto Marlboros                                                      | OHL                                                                    |
| 1974   | Guy Chouinard                                                          | Québec Remparts                                                        | QMJHL                                                                  |